# Fuerzas Armadas Suizas
Las Fuerzas Armadas Suizas (alemán: Schweizer Armee, francés: Armée suisse, italiano: Esercito svizzero) son el ejército de milicias que opera en tierra y aire con la misión de asegurar la defensa del territorio de Suiza. Tan solo el 5 % de los militares suizos son profesionales, el resto son ciudadanos que realizan el servicio militar, que es obligatorio en el país, o voluntarios de entre 19 y 34 años. Debido a la larga historia de neutralidad de Suiza, sus fuerzas armadas no toman parte en misiones internacionales de mantenimiento de la paz, aunque el país es miembro del programa Asociación para la Paz de la OTAN.
La estructura del sistema de milicias en Suiza estipula que cada soldado mantiene su equipamiento personal, incluidas todas las armas que se le asignan, en casa (hasta el año 2007 esto incluía la munición). Todos los hombres suizos deben realizar el servicio militar obligatorio, mientras que las mujeres lo pueden realizar de manera voluntaria. A los 18 años se los llama a filas y aproximadamente dos tercios son considerados aptos para el servicio militar, mientras que los demás realizan servicios alternativos. Cada año, unos 20 000 suizos reciben un entrenamiento militar básico que dura entre 18 y 21 semanas. En 2003 se aprobó la reforma Ejército XXI, que redujo los efectivos militares de 400 000 a 200 000, 120 000 de los cuales reciben entrenamiento periódico y otros 80 000 reservistas que han pasado el entrenamiento básico.

## Alto mando
En tiempo de paz, las fuerzas armadas suizas están lideradas por el Jefe de las Fuerzas Armadas (Chef der Armee), que depende del ministro del Departamento Federal de Defensa, Protección de la Población y Deportes y del Consejo Federal en su conjunto. El cargo lo ocupa actualmente el teniente general Philippe Rebord, que sustituyó al también teniente general André Blattmann el 1 de enero de 2017.
En tiempo de crisis o guerra, la Asamblea Federal de Suiza elige a un general como comandante en jefe de las fuerzas armadas (Oberbefehlshaber der Armee). Este rango es distintivo y particular, pues está asociado únicamente a un caso de conflicto armado o crisis nacional debido a un conflicto con estados vecinos. A lo largo de la historia de Suiza ha habido únicamente cuatro oficiales militares con el rango de generales:
- Guillaume Henri Dufour (1847, Guerra del Sonderbund;[7] 1849, Revolución de Baden;[8] 1856-1857, Asunto de Neuchâtel;[9] 1859, Segunda Guerra de la Independencia Italiana)[10]
- Hans Herzog  (1871-1872) — Guerra franco-prusiana
- Ulrich Wille (1914-1918) — Primera Guerra Mundial
- Henri Guisan (1939-1945) — Segunda Guerra Mundial

## Estructura

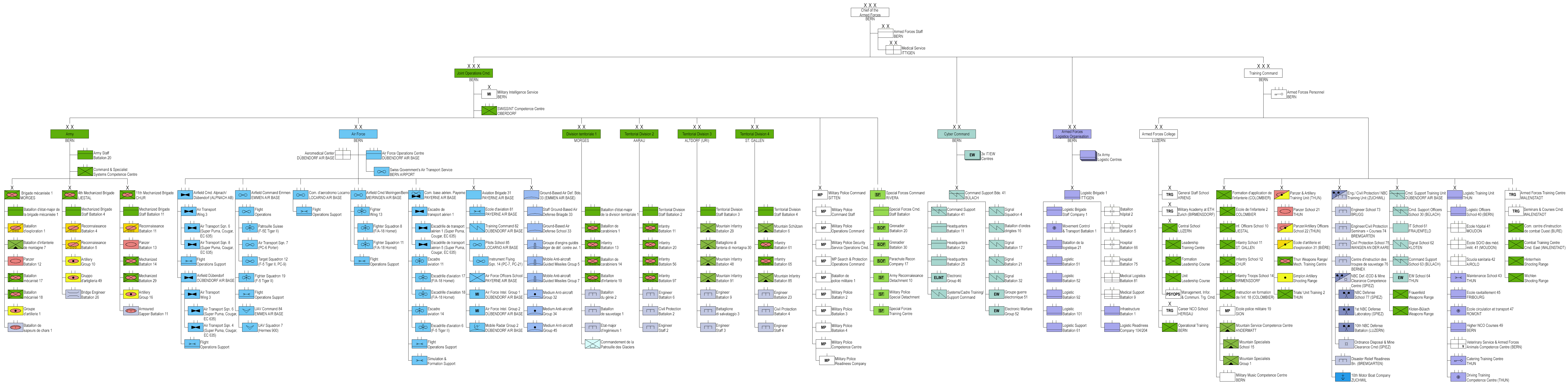
Estructura de las Fuerzas Armadas Suizas

Las fuerzas armadas suizas tenían en 2016 un personal activo de 124 170 efectivos (allí llamados Angehöriger der Armee, es decir, Miembro del Ejército), de los que tan solo un 5 % aproximadamente son profesionales y el resto los que realizan el servicio obligatorio o voluntarios. Las mujeres, para quienes el servicio militar es voluntario, eran algo más de mil efectivos, menos del 1 % del total, pero un 25 % de los soldados de carrera. Una vez que ellas deciden integrarse en las fuerzas armadas, tienen los mismos deberes y derechos que sus colegas masculinos y se pueden integrar en todos los servicios, incluidas las unidades de combate.
En contraste con la mayor parte de fuerzas armadas comparables, en Suiza los candidatos a oficiales no son normalmente militares de carrera debido a que después de tan solo siete semanas de formación básica, algunos reclutas selectos tienen la posibilidad de convertirse en oficiales. Las academias de oficiales funcionan separadamente de la formación de los suboficiales, aunque éstos también tienen la posibilidad de convertirse después en oficiales. En 2016 eran 14 260 los oficiales de las fuerzas armadas suizas y 22 926 los suboficiales. Los oficiales de mayor rango sirven durante más tiempo, unos dos mil días antes de poder retirarse, mientras que un soldado raso debe servir durante 240 días a lo largo de siete años (126 días el primer año, y cursos de aproximadamente 19 días durante los siguientes seis años). Alternativamente, el 15% de los soldados tienen la posibilidad de efectuar 300 días de servicio seguidos, y formar parte de la reserva durante los próximos 10 años. Cada ascenso necesita de más tiempo de servicio. Las empresas subvencionan la formación militar de sus empleados pagando sus salarios, mientras que los trabajadores suelen incluir sus rangos y responsabilidades militares en los currículos.

## Ejército

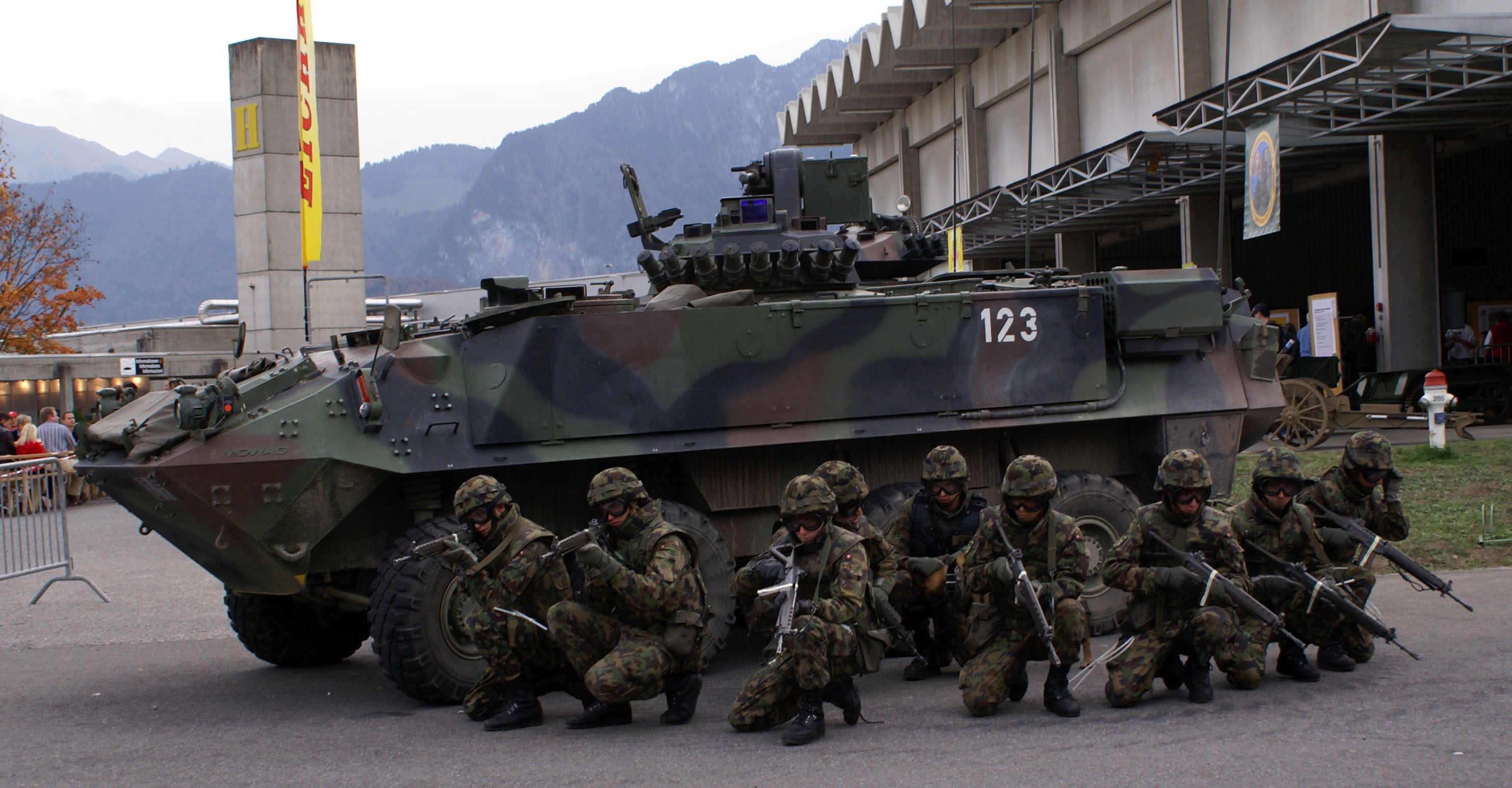
Soldados suizos junto a un blindado Mowag Piranha.

Desde la reforma Ejército XXI iniciada en 2004, la estructura básica del ejército suizo ha sido reorganizada en las siguientes unidades: brigadas de infantería (2 y 5), brigadas de infantería de montaña (9 y 12) y brigadas acorazadas (1 y 11). Existen además dos grandes brigadas de reserva (la Brigada de infantería 7 y la brigada de montaña 10). Cuatro divisiones territoriales unen el ejército con los cantones a través de la coordinación de las tareas territoriales dentro de su sector y son inmediatamente responsables de la seguridad en sus regiones, dependiendo únicamente de las decisiones del Consejo Federal.

## Defensa militar y civil
Después de la Segunda Guerra Mundial (1939-1945), Suiza comenzó a construir casas con techos de hormigón de 40 cm de grosor para soportar bombas incendiarias como las que habían reducido a cenizas las ciudades alemanas de Hamburgo y Dresde. En la década de 1960 se inició la creación de refugios nucleares capaces de soportar hasta tres bares de presión de una detonación nuclear. La normativa arquitectónica requiere la creación de búnkeres, que podrían dar cobijo a la totalidad de la población del país. Las localidades pequeñas cuentan con aparcamientos subterráneos que pueden servir como refugios seguros para toda la población y algunos de ellos también tienen hospitales y centros de mando que deberían asegurar el funcionamiento del país en caso de emergencia extrema. Todas las familias y agencias inmobiliarias pagan impuestos que se destinan al mantenimiento de estos refugios o incluso son propietarios de algunos refugios particulares que de momento son usados como bodegas y almacenes.

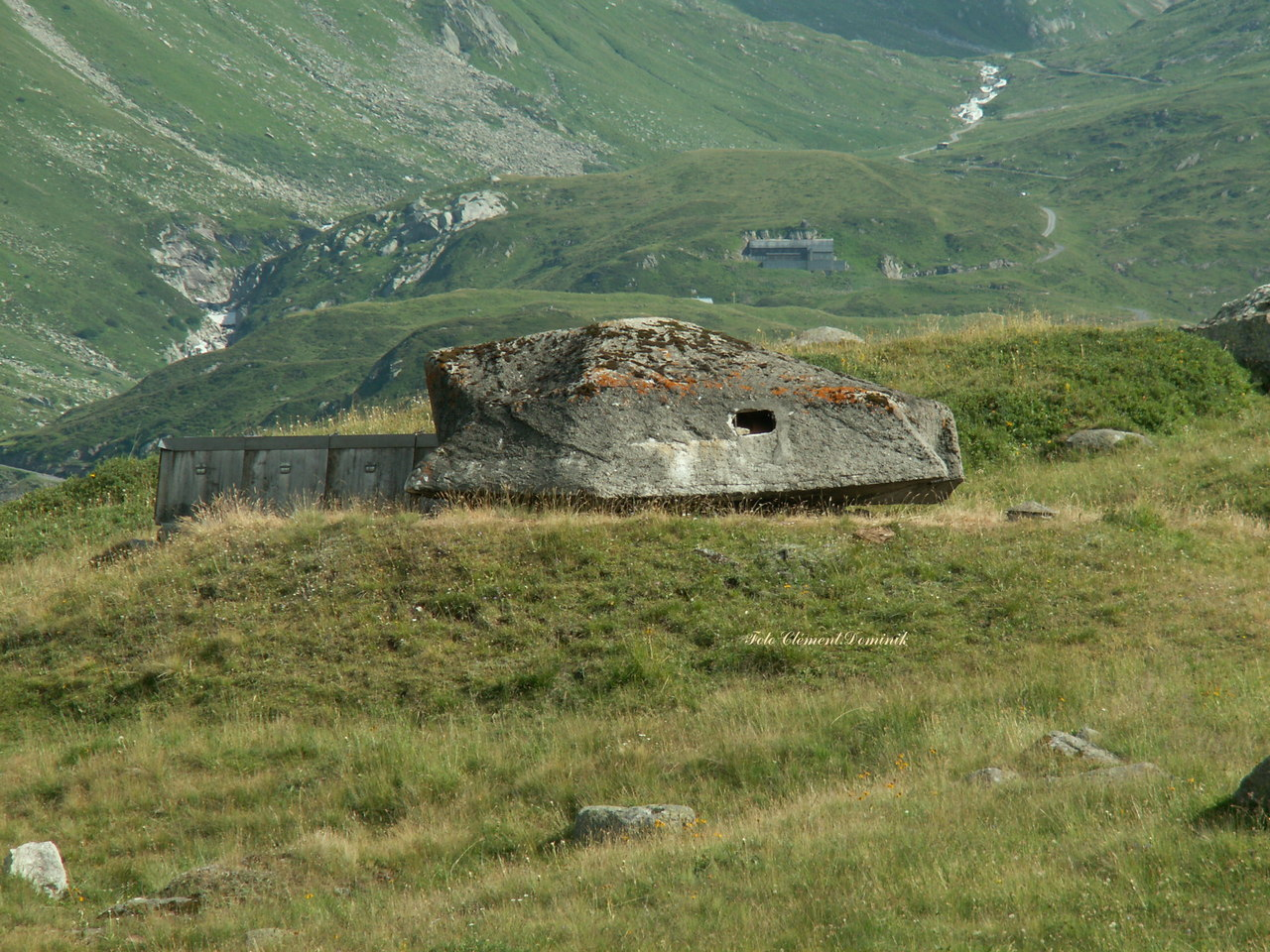
Cañones camuflados y fortificaciones cerca del puerto de Furka, en la región del Paso de San Gotardo

Miles de puentes, carreteras y túneles de Suiza están construidos con trampas antitanque y se podrían equipar con cargas de demolición contra una fuerza invasora extranjera. Por ello, a menudo los ingenieros civiles que diseñan puentes planean su demolición como oficiales militares. Asimismo, existen cañones ocultos que vigilan infraestructuras vitales con la finalidad de evitar que el enemigo las reconstruya. En los Alpes se crearon fortificaciones permanentes como bases desde las que retomar el control de los fértiles valles después de una potencial invasión. Estos suelen contar con bases aéreas adyacentes a las carreteras, mientras que las aeronaves, tripulaciones y material necesario están albergados en cuevas cercanas. Sin embargo, gran parte de estas fortificaciones fueron desmanteladas en la década de 1980 y tras la puesta en marcha del programa «Ejército 95». Las más importantes se encuentran en San Mauricio, la zona del Paso de San Gotardo y Sargans.
Durante la Guerra Fría el ejército suizo suponía que el peligro podría venir del noreste porque la Unión Soviética asociaba al país con la OTAN, a pesar de su declarada neutralidad. El gobierno suizo creía que la finalidad de una invasión sería tomar el control de las económicamente importantes rutas a través de los Alpes porque el país apenas cuenta con recursos naturales aprovechables.